# Quatro por Quatro
Quatro por Quatro (Quatre par quatre) est une telenovela brésilienne diffusée en 1993 par Rede Globo.